# Hyposoter nefastus
Hyposoter nefastus là một loài tò vò trong họ Ichneumonidae.